# Sathodrilus wardinus
Sathodrilus wardinus är en ringmaskart som beskrevs av Holt 1981. Sathodrilus wardinus ingår i släktet Sathodrilus och familjen Cambarincolidae. Inga underarter finns listade i Catalogue of Life.